# Yêu tôi dịu dàng
Yêu tôi dịu dàng (tiếng Anh: Love Me Tender) là một bộ phim nhạc kịch Viễn Tây do Robert D. Webb và Stan Hough đồng đạo diễn, được xuất phẩm vào ngày 15 tháng 11 năm 1956 tại Los Angeles.

## Lịch sử
Nhan đề phim vốn được đặt là Anh em nhà Reno (The Reno brothers), tuy nhiên, do lượng phát hành đĩa đơn Love me tender do Elvis Presley thể hiện vượt ngưỡng 1 triệu nên nhà sản xuất quyết định đổi vĩnh viễn thành Yêu tôi dịu dàng.

## Nội dung
Đúng thời khắc Nội Chiến được tuyên bố kết thúc, anh em nhà Reno cầm đầu một toán tàn binh Nam Kì đột kích một xe lửa Bắc Kì để cướp món tiền có giá trị rất cao, định đem về chia chác.
Ngay sau biết chiến sự đã chấm dứt, anh em Reno rã ngũ về nhà. Những tưởng tình hình sẽ yên, nào ngờ cậu út Clint đã cưới Cathy - người yêu anh cả Vance - vì tưởng các anh mình đã tử trận. Thế rồi biệt phái viên chính phủ tìm đến thâu hồi số tiền thất thoát trong chiến tranh.
Tự bấy, mấy anh em nhà Reno bước vào cuộc chiến giành giặt giữa tình yêu và tình bạn, sự hi sinh và bội phản, cả công khai lẫn thầm kín.

## Kĩ thuật
Phim được thực hiện tại phim trường 20th Century Fox từ 23 tháng 08 tới 08 tháng 10 năm 1956.

### Sản xuất
- Điều phối: Maurice Ransford, Lyle R. Wheeler
- Trang trí: Fay Babcock, Walter M. Scott
- Hóa trang: Ben Nye, Helen Turpin
- Trang phục: Mary Wills

### Diễn xuất
- Richard Egan... Vance (anh cả Reno)
- Debra Paget... Cathy (vợ Clint)
- Elvis Presley... Clint (út Reno)
- Mildred Dunnock... Martha (mẹ Reno)
- William Campbell... Brett (anh thứ Reno)
- James Drury... Ray (anh ba Reno)
- Neville Brand... Mike Gavin (lính Nam Kì)
- Russ Conway... Ed Galt (lính Nam Kì)
- L. Q. Jones... Pardee Fleming (lính Nam Kì)
- Dick Sargent... Lính Nam Kì
- Robert Middleton... Ông Siringo
- Bruce Bennett... Thiếu tá Kincaid
- Ken Clark... Ông Kelso
- Barry Coe... Ông Davis
- Paul E. Burns... Jethro
- Robert Adler... Kĩ sư hỏa xa
- Bob Rose... Trực trạm xe lửa
- Dick Sargent... Lính Nam Kì
- Jerry Sheldon... Thợ lái tàu
- James Stone... Chủ cửa hiệu
- Dorothy Vernon... Chủ cửa hiệu

## Văn hóa

### Ảnh hưởng
Cả 4 ca khúc trong phim đều do danh ca Elvis Presley thể hiện. Tuy nhiên, nhạc phẩm chủ đề Yêu tôi dịu dàng (Love me tender) ngay khi phim vừa đóng máy được phát hành đĩa đơn và trở thành xu hướng thưởng thức âm nhạc thời thượng nhất Bắc Mỹ giai đoạn cuối thập niên 1950. Cảnh nhân vật Clint ôm tây ban cầm hát trước hiên nhà cũng được coi là gợi cảm nhất trong phim.
Với bộ phim Yêu tôi dịu dàng, Elvis Presley dù chỉ tham gia vai thứ (Clint) nhưng được giới phê bình coi là khởi đầu điện ảnh vô cùng ấn tượng trong cuộc đời ông. Sau đó Elvis Presley còn tham gia hai phim Viễn Tây nữa, tuy nhiên được coi là thành công thì chỉ có Yêu tôi dịu dàng và Tinh cầu cháy.
| Liệt hạng (1956)                      | Vị trí |
| ------------------------------------- | ------ |
| Úc                                    | 6      |
| Áo                                    | 10     |
| Canada                                | 1      |
| Anh                                   | 11     |
| US Billboard Hot 100                  | 1      |
| US Billboard Best Sellers in Stores   | 1      |
| US Billboard Most Played by Jockeys   | 1      |
| US Billboard Most Played in Jukeboxes | 1      |
| US Billboard Country                  | 3      |
| US Billboard R&B                      | 3      |
| US Cash Box Top 100                   | 1      |

| Liệt hạng (1956) | Tỉ lệ |
| ---------------- | ----- |
| US Cash Box      | 27    |

### Hậu trường
|  |  |  |  |  |  |

## Liên kết
1. ↑  Solomon, Aubrey. Twentieth Century Fox: A Corporate and Financial History (The Scarecrow Filmmakers Series). Lanham, Maryland: Scarecrow Press, 1989. ISBN 978-0-8108-4244-1. p250
2. ↑  'The Top Box-Office Hits of 1956', Variety Weekly, ngày 2 tháng 1 năm 1957
3. ↑  Guralnick/Jorgensen, Elvis: Day by Day, p. 91
4. ↑  Victor, The Elvis Encyclopedia, pages 314/315
5. ↑  "love me tender | full Official Chart History | Official Charts Company". Officialcharts.com. Truy cập ngày 25 tháng 4 năm 2021.
6. ↑  "Cash Box Top Singles 11/24/56". Cashboxmagazine.com. Bản gốc lưu trữ ngày 25 tháng 3 năm 2020. Truy cập ngày 25 tháng 4 năm 2021.
7. ↑  "Cash Box YE Pop Singles - 1956". Tropicalglen.com. Truy cập ngày 25 tháng 4 năm 2021.